# Babymetal World Tour 2014
Babymetal World Tour 2014 — мировой концертный тур японской каваии-метал группы Babymetal. Тур в поддержку одноименного дебютного альбома проходил с 23 июня по 20 декабря 2014 в Японии, США, Канаде и ряде стран Европы.

## История
2 марта 2014, по окончании второго выступления группы в Ниппон Будокан, было объявлено о проведении двух европейских концертов — Legend «Y» и Legend «M», которые состоялись в Париже (Франция) и Кёльне (Германия) и стали своеобразным празднованием 15-летия Yuimetal и Moametal соответственно.

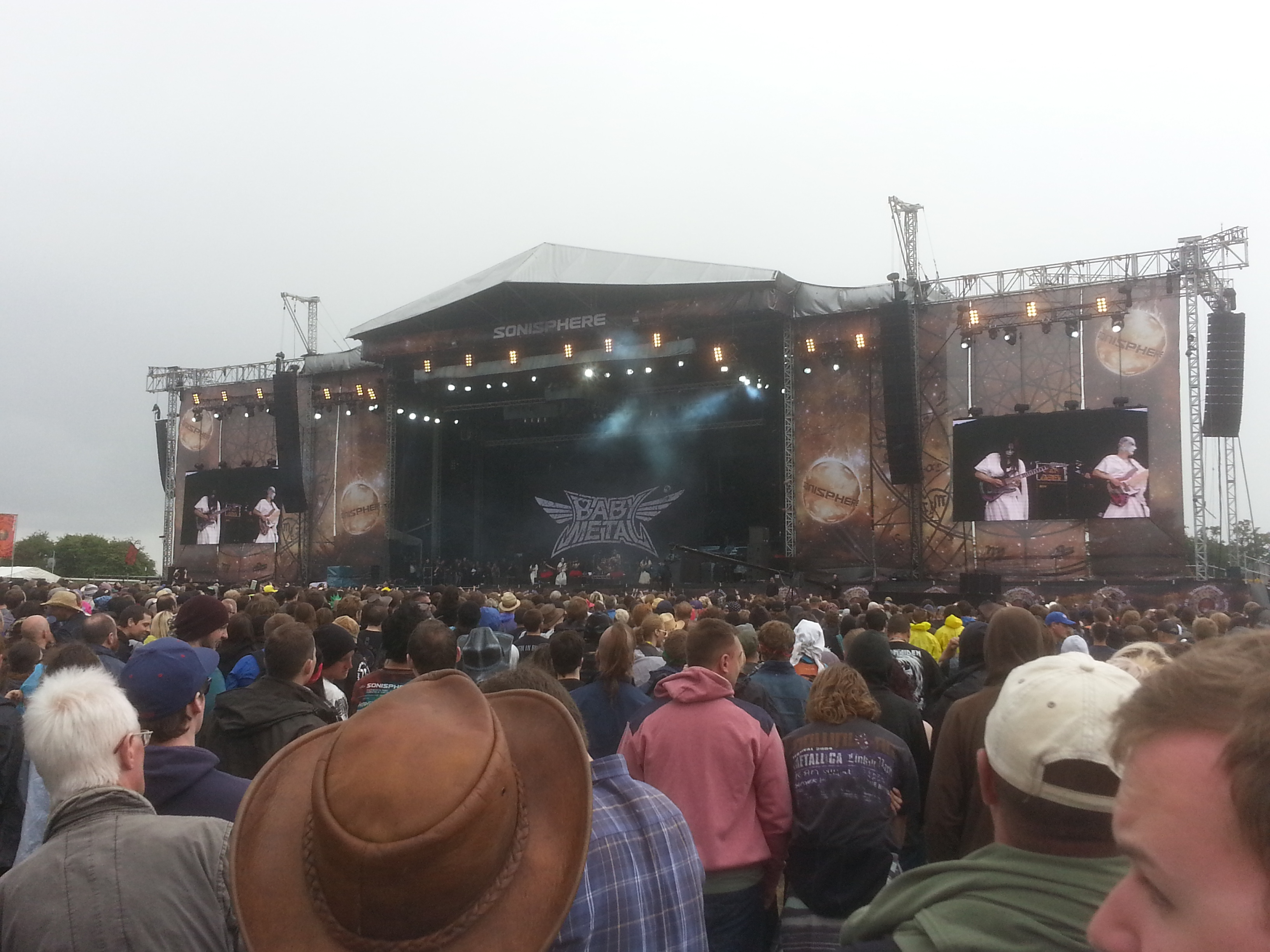
Выступление Babymetal на фестивале Sonisphere в 2014 году в Великобритании

Мировой тур был подтверждён 7 мая 2014 года: был показан трейлер и объявлено несколько дат европейского и японского этапов. Одна из дат включала выступление на фестивале Sonisphere в Великобритании 5 июля 2014 года; Алан Дэй, представитель Kilimanjaro Live (промоутер Sonisphere), официально пригласил группу выступить на фестивале после успешной фан-кампании под названием «Babymetal For Sonisphere UK 2014», что Sonisphere позже разместили на своём сайте. Первоначально выступление было запланировано на 6 июня в шатре Bohemia Stage, но было перенесено на 5 июня, чтобы выступление прошло на сцене Apollo Main Stage. Следующее выступление в Великобритании должно было состояться в лондонском зале Electric Ballroom, но впоследствии было перенесено в The Forum из-за быстрой распродажи билетов. 1 июня 2014 года стало известно о датах американской части тура.
В рамках своего тура группа выступила в качестве открывающей на пяти концертах тура Леди Гаги ArtRave: The Artpop Ball с 30 июля 2014 года по 6 августа 2014 года, а также на фестивале Heavy Montréal в Канаде 9 августа 2014 года и Summer Sonic Festival 2014 в Японии 16 и 17 августа.
После выступления на фестивале Summer Sonic в Тибе 16 августа 2014 к туру был добавлен ещё один этап под названием Babymetal Back to the USA / UK Tour 2014, причём концерт в США должен был состояться в Hammerstein Ballroom в Нью-Йорке 4 ноября, а выступление в Великобритании — в O2 Academy Brixton в Лондоне 8 ноября. 13 сентября 2014 года Babymetal анонсировали шоу Legend «2015»: New Year Fox Festival, которое состоялось на Сайтама Супер Арене в Японии 10 января 2015 года, сразу после окончания тура.
Помимо официальных гастрольных дат, группа также проводила секретные выступления под общим названием «Apocrypha». Об этих выступлениях, как правило, знали только члены официального фан-клуба «Babymetal Apocalypse Web» (позже переименовано в «The One»). В приведённом тексте впервые использован термин «The One»; в данном случае речь идёт о тайном обществе, существующем со времён выступления Legend «I».

## Трансляция и записи
13 июня 2014 группа объявила о том, что в концертном зале Zepp Tokyo состоится прямой показ концерта 7 июля на площадке The Forum в Лондоне. 20 мая 2015 в Японии был выпущен видеоальбом с концертами тура под названием Live in London: Babymetal World Tour 2014, а 30 октября 2015 — в Европе. Лучшие моменты шоу вошли в бокс-сет Babymetal World Tour 2014 Apocalypse.

## Список песен
Данный список является репрезентативным для концерта в Париже, Франция. В нём представлены не все выступления в рамках тура.
1. «Babymetal Death»
2. «Iine!» (いいね！)
3. «Uki Uki ★ Midnight» (ウ・キ・ウ・キ★ミッドナイト)
4. «Mischiefs of Metal Gods» (Инструментальная композиция в исполнении Kami Band)
5. «Rondo of Nightmare» (悪夢の輪舞曲)
6. «Onedari Daisakusen» (おねだり大作戦)
7. «Catch Me If You Can»
8. «Akatsuki» (紅月 -アカツキ-)
9. «Song 4» (４の歌)
10. «Megitsune» (メギツネ)
11. «Doki Doki ☆ Morning» (ド・キ・ド・キ☆モーニング)
12. «Gimme Chocolate!!» (ギミチョコ！！)
13. «Headbangeeeeerrrrr!!!!![28]» (ヘドバンギャー！！)
14. «Ijime, Dame, Zettai» (イジメ、ダメ、ゼッタイ)

Во время заключительной выступления тура 8 ноября Babymetal в качестве финальной песни впервые исполнили «Road of Resistance».

## Даты тура
Список концертов с указанием даты, города, страны и места проведения.
| Дата             | Город        | Страна         | Место проведения       |      |      |
| Азия             | Азия         | Азия           | Азия                   | Азия | Азия |
| ---------------- | ------------ | -------------- | ---------------------- | ---- | ---- |
| 23 июня 2014     | Токио        | Япония         | Tsutaya O-East         |      |      |
| 24 июня 2014     | Токио        | Япония         | Tsutaya O-East         |      |      |
| Европа           |              |                |                        |      |      |
| 1 июля 2014      | Париж        | Франция        | La Cigale              |      |      |
| 3 июля 2014      | Кёльн        | Германия       | Live Music Hall        |      |      |
| 5 июля 2014      | Небуорт      | Великобритания | Небуорт-хаус           |      |      |
| 7 июля 2014      | Лондон       | Великобритания | The Forum              |      |      |
| Азия             |              |                |                        |      |      |
| 21 июля 2014     | Токио        | Япония         | Tsutaya O-East         |      |      |
| 21 июля 2014     | Токио        | Япония         | Tsutaya O-East         |      |      |
| Северная америка |              |                |                        |      |      |
| 27 июля 2014     | Лос-Анджелес | США            | The Fonda Theatre      |      |      |
| 9 августа 2014   | Монреаль     | Канада         | Parc Jean-Drapeau      |      |      |
| Азия             |              |                |                        |      |      |
| 16 августа 2014  | Тиба         | Япония         | Макухари Мессе         |      |      |
| 17 августа 2014  | Осака        | Япония         | Maishima Sports Island |      |      |
| 13 сентября 2014 | Тиба         | Япония         | Макухари Мессе         |      |      |
| 14 сентября 2014 | Тиба         | Япония         | Макухари Мессе         |      |      |
| Северная америка |              |                |                        |      |      |
| 4 ноября 2014    | Нью-Йорк     | США            | Hammerstein Ballroom   |      |      |
| Европа           |              |                |                        |      |      |
| 8 ноября 2014    | Лондон       | Великобритания | O2 Academy Brixton     |      |      |
| Азия             |              |                |                        |      |      |
| 20 декабря 2014  | Токио        | Япония         | Toyosu Pit             |      |      |

## Babymetal World Tour 2014 Apocalypse
20 мая 2015 года группа выпустила концертный альбом Live in London: Babymetal World Tour 2014, содержащий записи обоих сольных концертов, прошедших в Лондоне. Babymetal World Tour 2014 Apocalypse — бокс-сет, выпущенный эксклюзивно для членов фан-клуба «The One», содержащий материалы с этих концертов, а также другие моменты мирового турне, включая выступление в Макухари Мессе. Последнее выступление было выпущено на виниле в честь десятилетнего юбилея группы. Релиз на виниле состоит только из 14 треков со второго диска и разделён на две пластинки.

### Содержание
В бокс-сет вошёл фотоальбом с фотографиями различных выступлений в рамках Babymetal World Tour 2014, сделанными Даной Дисторшн (за пределами Японии) и Мияаки Синго (в Японии), Blu-ray и CD-релиз Live in London, а также бонусный Blu-ray «Babymetal World Tour 2014 Apocalypse», содержащий второй хэдлайнерский концерт в Макухари Мессе 14 сентября 2014 года, и фрагменты выступлений в течение всего тура. Оба концерта прошли в Японии и собрали в общей сложности 17 000 зрителей. Во время выступления группа объявила о другом концерте, который состоялся на Сайтама Супер Арене 10 января 2015 года.